# Plains (Montana)
Plains – miasto w Stanach Zjednoczonych, w stanie Montana, w hrabstwie Sanders.